# Crisi finanziaria russa (2014-2017)

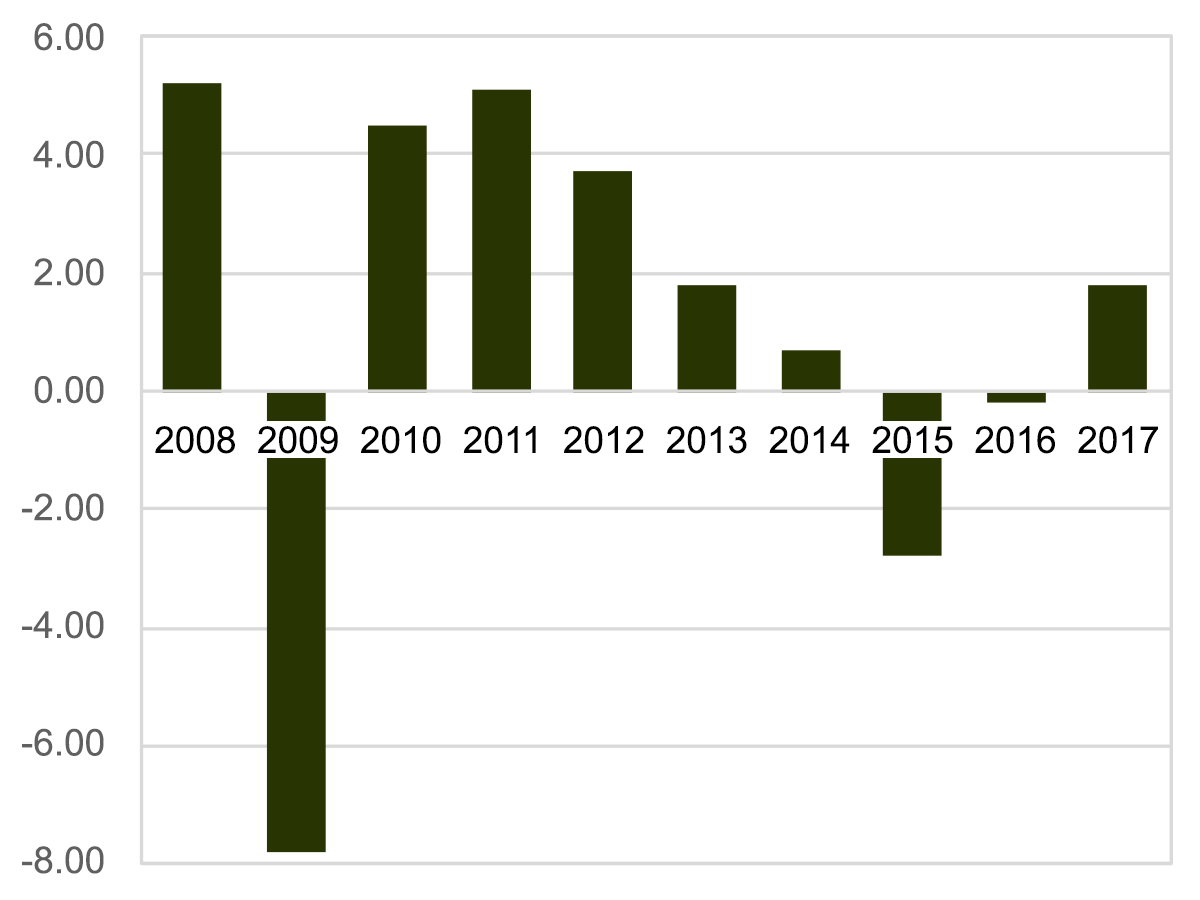
Crescita annuale del prodotto interno lordo della Russia, espresso in percentuale, dal 2008 al 2017.

La terza crisi finanziaria russa è stato il risultato del crollo del rublo, cominciato nella seconda metà del 2014.

## Cause
Le principali cause che hanno determinato la svalutazione del rublo sono state la crisi del petrolio nel 2014 e le sanzioni internazionali durante la crisi ucraina, comminate allo Stato nel 2015.